# Cadinho (jogador de futsal)
João Ricardo Pedral Sampaio (Rio de Janeiro, 30 de julho de 1964), mais conhecido como Cadinho, é um ex-jogador brasileiro de futsal, que atuava na posição de fixo. Ele fez parte da Seleção Brasileira de Futsal que conquistou o primeiro título mundial em 1989.